# Яринське
Яринське (рос. Яринское) — присілок в Калязінському районі Тверської області Російської Федерації.
Населення становить 222 особи. Входить до складу муніципального утворення Нерльське сільське поселення.

## Історія
Від 2005 року входило до складу муніципального утворення Нерльське сільське поселення.

## Населення
| 1859 | 1888 | 2002 | 2010 |
| ---- | ---- | ---- | ---- |
| 366  | ↘351 | ↘196 | ↗222 |